# El Carmen (ort i Mexiko, Tabasco, Jalpa de Méndez, lat 18,35, long -93,07)
El Carmen är en ort i Mexiko.   Den ligger i kommunen Jalpa de Méndez och delstaten Tabasco, i den sydöstra delen av landet, 600 km öster om huvudstaden Mexico City. El Carmen ligger 7 meter över havet och antalet invånare är 138.
Terrängen runt El Carmen är mycket platt. En vik av havet är nära El Carmen åt nordväst. Runt El Carmen är det ganska tätbefolkat, med 172 invånare per kvadratkilometer. Närmaste större samhälle är Comalcalco, 18,5 km sydväst om El Carmen. Trakten runt El Carmen består till största delen av jordbruksmark.